# マノア滝
マノア滝（マノアだき、英語: Manoa Falls）は、アメリカ合衆国ハワイ州オアフ島のマノアにある滝で、高さは60メートルである。ハワイ州立大学マノア校などがあるマノア渓谷の一番奥にあり、ハワイ島を訪れる人たちのエコツアーを目指すハイキング・トレッキング場所としてよく使われる。現在、滝壺に入ることはできない。

## 参照
1. ↑  マノア滝ハイキングツアー